# The Adolescents
Adolescents est un groupe de punk rock américain, originaire de Fullerton, en Californie. Il est formé en 1980 par Steve Soto après son départ d'Agent Orange en décembre 1979. 
Partie intégrante du mouvement punk hardcore au sud de la Californie au début des années 1980, le groupe est l'un de ceux ayant émergé du comté d'Orange, avec leurs pairs Agent Orange et Social Distortion. Le bassiste fondateur Steve Soto sera le seul premier membre restant depuis la création du groupe jusqu'à sa mort en 2018.

## Biographie

### Formation et débuts (1980–1981)
Avant de former The Adolescents, les membres faisaient partie chacun de leurs cotés à d'autres groupes punk issus de Fullerton pendant leur adolescence à la fin des années 1970 : le guitariste Rikk Agnew et le batteur Casey Royer étaient membres de Detours et le petit frère d'Agnew, Frank, au sein de Social Distortion, alors que le bassiste Steve Soto est membre fondateur du groupe Agent Orange,,. Soto fait la rencontre de Tony Brandenburg pendant un concert d'Agent Orange en novembre 1979, et les deux, à cette période âgés de 16 ans, se lient d'amitié,.
Ils commencent à jouer sous le nom de The Adolescents, un nom repris d'un groupe féminin originaire de Petaluma, en Californie. Leur premier concert se fait au début de 1980 au Boys Club de Yorba Linda, avec Social Distortion et Agent Orange,. Brandenburg explique : « On y a joué dix chansons. » The Adolescents joueront aussi au lycée de Soto's (l'El Dorado High School de Placentia) et au Servite High School d'Anaheim, lycée de O'Donavan's. Le groupe enregistre sa première cassette démo dans le garage de Brandenburg, chez sa mère à Anaheim, et jouent avec les groupes de Los Angeles le mois qui suit, ouvrant pour Germs au Fleetwood de Redondo Beach,. Ils enregistrent une deuxième démo en mai en studio à Midway City, qui comprend les chansons I Hate Children, No Friends, Who Is Who, et Wrecking Crew. O'Donovan et Williams quittent le groupe en juin 1980. Rikk Agnew les rejoindra alors comme batteur,.
Le groupe gagne l'intérêt du label Frontiers Records, qui les signe en janvier 1981. En mars, The Adolescents enregistrent leur premier album, Adolescents, ou The Blue Album de par sa couverture bleue. Mixé par Thom Wilson et produit par le bassiste de Middle Class, Mike Patton, il est enregistré et masterisé en quatre jours,,. Publié le mois suivant, il est l'un des premiers albums de punk hardcore distribué de loin aux États-Unis, et devient le mieux vendu des albums hardcore en Californie, après l'album Fresh Fruit for Rotting Vegetables (1980) des Dead Kennedys, avec 10 000 exemplaires vendus,,.
Rikk Agnew contribuera à l'album, mais des tensions entre lui et les autres membres font surface. Quelques mois après la sortie de l'album, lors d'un concert à Starwood, ils jette brusquement sa guitare et quitte le groupe,. Rikk rejoint brièvement les Detours jusqu'à leur séparation en 1982, puis le groupe de rock gothique Christian Death, participant à l'album Only Theatre of Pain (1982), avant de publier un album solo, All by Myself (1982),,,,. Il est remplacé dans The Adolescents par Pat Smear (ex-Germs),,.
Malgré le succès de l'album, l'EP et la tournée qu'ils avaient prévus, The Adolescents se sépare en août 1981,.
Welcome to Reality est publié en octobre, mais ne sera pas bien accueilli par la presse spécialisée,. Après la séparation, Brandenburg forme le groupe The Abandoned, qui compte un album, Killed by Faith (1985),,. Soto et Frank Agnew se joignent au groupe punk Legal Weapon, pour l'album Death of Innocence (1982),. Royer, entretemps, forme le groupe D.I., où il tient le rôle de chanteur,. Il est rejoint par Roberts, Rikk Agnew, et l'ancien batteur de Social Distortion, Derek O'Brien, pour l'EP D.I. (1983).

### Retour (1986–1989)
La formation du Blue Album (Brandenburg, désormais Tony Montana ; Soto ; Royer ; et Rikk et Frank Agnew) se réunissent pour un concert en avril 1986 au Fender's Ballroom de Long Beach, en Californie, menant à la reformation du groupe,. Ils jouent d'autres concerts et annoncent un nouvel album, avec l'enregistrement d'une démo de deux chansons, The Liar et Peasant Song,. Frank Agnew quitte cependant le groupe quelques mois plus tard, et est remplacé par son petit frère Alfie, puis Royer quitte le groupe en août et est remplacé par Sandy Hanson (ex-The Mechanics),,. La nouvelle formation enregistre l'album Brats in Battalions en été ; il comprend de nouveaux enregistrements des chansons Welcome to Reality, une nouvelle version de Do the Eddie (retitré Do the Freddie), et des reprises de The House of the Rising Sun et de I Got a Right des Stooges. Après avoir une tourné pendant la seconde moitié de 1986, Alfie Agnew quitte legroupe en fin d'année pour reprendre les études et est remplacé par Dan Colburn,.
La formation composée de Brandenburg, Soto, Colburn, Hanson, et Rikk Agnew tourne en 1987, et Brats in Battalions est publié en août sur le propre label du groupe, SOS Records,. Le groupe participe aussi à une reprise de All Day and All of the Night des Kinks pour la compilation Rat Music for Rat People Vol. III cette année. À la fin de 1987, cependant, Brandenburg et Colburn quittent le groupe,. Brandenburg expliquera en 1989 d'avoir éprouvé de l'intérêt pour autre chose, plus que pour The Adolescents. Il enregistrera trois albums au sein des Flower Leperds : Dirges in the Dark (1988), Heaven's Closed (1989), et Purple Reign (1990). Soto, Hanson, et Rikk Agnew décident de continuer sous The Adolescents avec Soto et Agnew aux guitares, et recrutent le guitariste Paul Casey, qui partira après quelques mois de tournée. Frank Agnew rejoint le groupe et enregistrent ensemble l'album Balboa Fun*Zone (1988), publié au label Triple X Records. Le groupe se sépare en avril 1989. Triple X publie l'album Live 1981 and 1986 en 1989, qui comprend deux tournées. La formation du Blue Album se réunit pour un concert en décembre 1989 au Reseda Country Club, qui est enregistré et publié huit ans plus tard sous le titre Return to the Black Hole (Amsterdamned Records, 1997).

### Second retour (2001–2005)
La formation Blue Album composée de Reflex, Soto, Royer, et Rikk, et Frank Agnew se réunit de nouveau en 2001 pour jouer un concert d'anniversaire pour l'épouse de Reflex. Quelques années après, le groupe se réunit progressivement  notamment à un concert avec Bad Religion et au Galaxy Theater de Los Angeles. À cette période, les membres restent actifs dans leurs projets : Royer publie Caseyology au sein de D.I. en 2002, Reflex refait un autre album avec ADZ, American Steel, et Soto enregistre les albums The Recline of Mexican Civilization (2001) etd Mijo Goes to Jr. College avec Manic Hispanic. Royer quitte de nouveau The Adolescents, pour sortir On the Western Front avec D.I. en 2007. Il est remplacé par le batteur Derek O'Brien (ex-Social Distortion, D.I., Agent Orange, et Extra Fancy). Ils jouent un concert le 3 octobre 2003 au House of Blues à Downtown Disney, qui est filmé et publié pour la série The Show Must Go Off! de Kung Fu Records. L'album live Live at the House of Blues, est publié le 24 janvier 2004.

### Sous Reflex et Soto (depuis 2006)
The Adolescents tourne en soutien à OC Confidential, mais Frank Agnew quitte le groupe en 2006. Soto meurt le 27 juin 2018 âgé de 54 ans.

## Membres

### Membres actuels
- Tony Reflex – chant (1980–1981, 1986–1987, depuis 2001)
- Brad Logan – basse (depuis 2018)
- Dan Root – guitare (depuis 2011)
- Mike Cambra – batterie (depuis 2013)
- Ian Taylor – guitare rythmique (depuis 2016)

### Anciens membres
- Steve Soto † – basse (1980–1981, 1986–1989, 2001–2018), chant (1988) (décédé le 27 juin 2018)
- Frank Agnew – guitare (1980–1981, 1986, 1988–1989, 2001–2006)
- John O'Donovan – guitare (1980)
- Peter Pan (Greg Williams) – batterie (1980)
- Rikk Agnew – guitare (1980–1981, 1986–1989, 2001–2003)
- Casey Royer – batterie (1980–1981, 1986, 2001)
- Pat Smear – guitare (1981)
- Steve Roberts – guitare (1981)
- Alfie Agnew – guitare (1986)
- Sandy Hansen – batterie (1986–1989)
- Dan Colburn – guitare (1986–1987)
- Paul Casey – guitare (1988)
- Derek O'Brien – batterie (2001–2008)
- Joe Harrison – guitare (2006–2012, 2014)
- Mike McKnight – guitare (2008–2013)
- Armando Del Rio – batterie (2008–2013)
- Leroy Merlin – guitare (2014)

### Membres de tournée
- Frank Agnew, Jr. – guitare (2005)
- Matt Beld – guitare (2006–2007)
- Warren Renfrow – basse (2007–2008)
- Gilbert Picardo – guitare (2013–2014)

## Discographie
- 1981 : The Adolescents
- 1987 : Brats in Battalions
- 1988 : Balboa Fun Zone
- 2005 : O.C. Confidential
- 2009 : split 12 avec Burning Heads
- 2011 : The Fastest Kid Alive
- 2013 : Presumed Insolent
- 2014 : La Vendetta...
- 2016 : Manifest Density